# Ponera

Schematische Darstellung eines Ponera coarctata Männchens
(Wheeler, 1900)

Ponera ist eine Ameisengattung aus der Unterfamilie der Urameisen (Ponerinae).

## Merkmale
Exemplare dieser Gattung sind eher klein, Arbeiterinnen von einem bis vier Millimeter lang. Die Grundform der Mandibel ist dreieckig, die Kauleiste sind mit mehreren kleinen Zähnchen. Die Antennen weisen oft eine vier- oder fünfgliedrige Endkeule auf. Das Stielchenglied (Petiolus) ist hoch aufragend, so dass die Gaster und das Petiolarstigma etwa gleich hoch sind. Die Beine des hinteren Beinpaares tragen jeweils einen einzelnen kammartigen Sporn an den Tibien.
Vertreter von Ponera weisen eine große Ähnlichkeit auf mit Ameisen aus den Gattungen Cryptopone, Hypoponera und Pachycondyla. Ein gutes Unterscheidungsmerkmal ist aber auf der Unterseite das Petiolus zu finden. Hier zeigt Ponera auf der Hinterseite eine spitze Auseckung, oder zwei kleine Dornen sowie an der Vorderseite einen kleinen durchscheinenden Fleck (Fenestra).
Erst seit 1995 ist bekannt, dass bei Ponera und der recht ähnlichen Gattung Hypoponera echte Trophallaxis stattfindet: die adulten Tiere tauschen untereinander Kropfnahrung aus. Dieses Verhalten ist zwar bei den meisten Ameisengruppen weit verbreitet, bei den Urameisen hingegen kaum dokumentiert.

## Verbreitung
Weltweit sind etwa 60 rezente Arten bekannt Die meisten davon kommen von Südostasien bis Australien vor. Auch in Europa und Nordamerika sind einzelne Arten vertreten. In Mitteleuropa treten nur zwei Arten auf, nämlich die Schmale Urameise (Ponera coarctata) und eine sehr ähnliche Art, die Braune Urameise (Ponera testacea).

## Lebensweise
Gewöhnlich sind Kolonien sehr individuenarm und bestehen aus 30 bis 60 Arbeiterinnen, maximal wurden bisher 135 (in einer Kolonie von Ponera coarctata) gefunden. Die Nester werden meist unterirdisch im offenen Feld angelegt, auch Felsspalten oder morsches Holz werden genutzt. Manche Arten siedeln unter Baumrinde.
Die Arbeiterinnen jagen einzeln und bewegen sich fast nur im Boden, in den Hohlräumen von Totholz oder in der Streuschicht. Sie ernähren sich ausschließlich zoophag. Erbeutet werden verschiedene unterirdisch lebende Insekten und andere Gliederfüßer, beziehungsweise deren Entwicklungsstadien (Eier, Larven und Puppen). Arbeiterinnen bewegen sich langsam und flüchten nicht bei Bedrohung, sondern stellen sich tot.

## Systematik
Die Gattung ist, neben Odontomachus, die am frühesten beschriebene der Unterfamilie. Sie diente lange Zeit als „Papierkorb-Taxon“, in das alle nicht besser charakterisierbaren Ponerinae eingeordnet wurden. Die meisten der zeitweise über 300 Arten werden heute anderen Gattungen zugeordnet. So werden auch einige europäische Arten seit der Revision durch Taylor 1967 nun der Gattung Hypoponera zugeordnet. Schwestergattung ist nach morphologischen und genetischen Daten die Gattung Ectomomyrmex.
Folgende Arten sind in Europa vertreten:
- Ponera coarctata
- Ponera sysphinctoides, beschrieben als Pteroponera sysphictoides durch Francis Bernard 1950 nach einem Männchen aus Roquebrune-Cap-Martin in den französischen Seealpen; seitdem nie wiedergefunden.
- Ponera testacea

In Australien und Papua-Neuguinea gibt es folgende Arten:
- Ponera clavicornis
- Ponera leae
- Ponera selenophora
- Ponera tenuis

### Synonyme
Synonyme für die Gattung Ponera:
- Pseudocryptopone Wheeler, 1933
- Pteroponera Bernard, 1949 (nach nur einem Männchen beschrieben)
- Selenopone Wheeler, 1933